# Nicolaus Zucchius

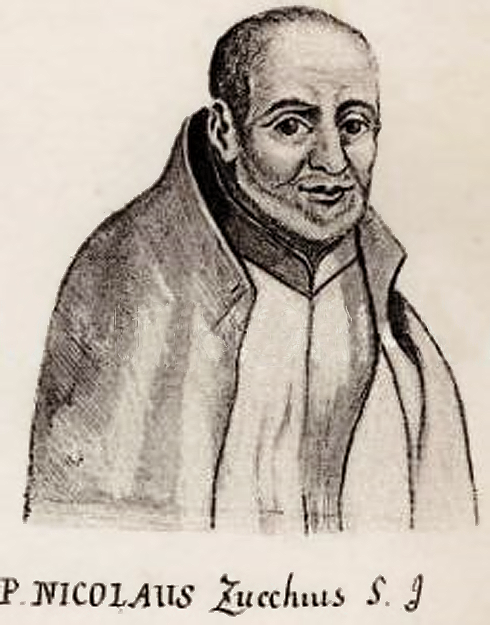
Nicolaus Zucchius

Nicolaus Zucchius, auch Niccolò Zucchi [nikkoˈlɔ ˈdzukki], (* 6. Dezember 1586 in Parma; † 21. Mai 1670 in Rom) war ein italienischer Astronom und Physiker.
Zucchius war Jesuit und Professor am Collegio Romano.
1616 entwickelte er das erste Spiegelteleskop. Nach ihm ist der Mondkrater Zucchius benannt.

## Gebet
Aus seiner Feder stammt das wohl bekannteste Gebet zur Marienweihe:
„O meine Gebieterin, o meine Mutter. Dir bringe ich mich ganz dar; und um dir meine Hingabe zu bezeigen, weihe ich dir heute meine Augen, meine Ohren, meinen Mund, mein Herz, mich selber ganz und gar. Weil ich also dir gehöre, o gute Mutter, so bewahre mich, beschütze mich, als dein Gut und dein Eigentum. Amen.“

## Werke
- Nova de machinis philosophia (1646)
- Optica philosophia experimentalis et ratione a fundamentis constituta (1652–1656)